# بروس ووكر (لاعب كرة قدم أمريكية)
بروس ووكر (بالإنجليزية: Bruce Walker)‏ هو لاعب كرة قدم أمريكية أمريكي، ولد في 18 يوليو 1972 في كومبتون في الولايات المتحدة، وتوفي في 7 نوفمبر 2014.

## وصلات خارجية
- بروس ووكر على موقع مرجع كرة القدم المحترفة.كوم (الإنجليزية)